# Vysoká Štola
Vysoká Štola (německy Hohenstollen) je malá vesnice, část města Nejdek v okrese Karlovy Vary v Karlovarském kraji. Nachází se asi 2,5 kilometru východně od Nejdku. Vysoká Štola je také název katastrálního území o rozloze 3,98 km². Do katastrálního území zasahuje část ptačí oblasti Západní Krušné hory.

## Historie
První písemná zmínka o vesnici pochází z roku 1590.

## Obyvatelstvo
Při sčítání lidu v roce 1921 zde žilo 161 obyvatel (z toho 76 mužů) německé národnosti a římskokatolického vyznání. Podle sčítání lidu z roku 1930 měla vesnice 221 obyvatel německé národnosti, kteří se kromě dvou evangelíků a osmi lidí bez vyznání hlásili k římskokatolické církvi.
| Rok            | 1869 | 1880 | 1890 | 1900 | 1910 | 1921 | 1930 | 1950 | 1961 | 1970 | 1980 | 1991 | 2001 | 2011 | 2021 |
| -------------- | ---- | ---- | ---- | ---- | ---- | ---- | ---- | ---- | ---- | ---- | ---- | ---- | ---- | ---- | ---- |
| Počet obyvatel | 159  | 185  | 182  | 197  | 171  | 161  | 221  | 54   | 30   | 9    | 3    | 1    | 2    | 11   | 6    |
| Počet domů     | 26   | 29   | 30   | 31   | 28   | 29   | 38   | 40   | 40   | 3    | 2    | 2    | 4    | 7    | 9    |

## Obecní správa
Při sčítání lidu v letech 1869–1930 Vysoká Štola byla samostatnou obcí, se kterým patřila nejprve do okresu Kraslice, ale v letech 1910–1930 v okrese Nejdek. V roce 1950 byla osadou obce Pozorka v okrese Karlovy Vary-okolí. V letech 1961–1975 byla částí obce Fojtov v okrese Karlovy Vary. Od 1. ledna 1976  je částí města Nejdek v okrese Karlovy Vary.

## Galerie

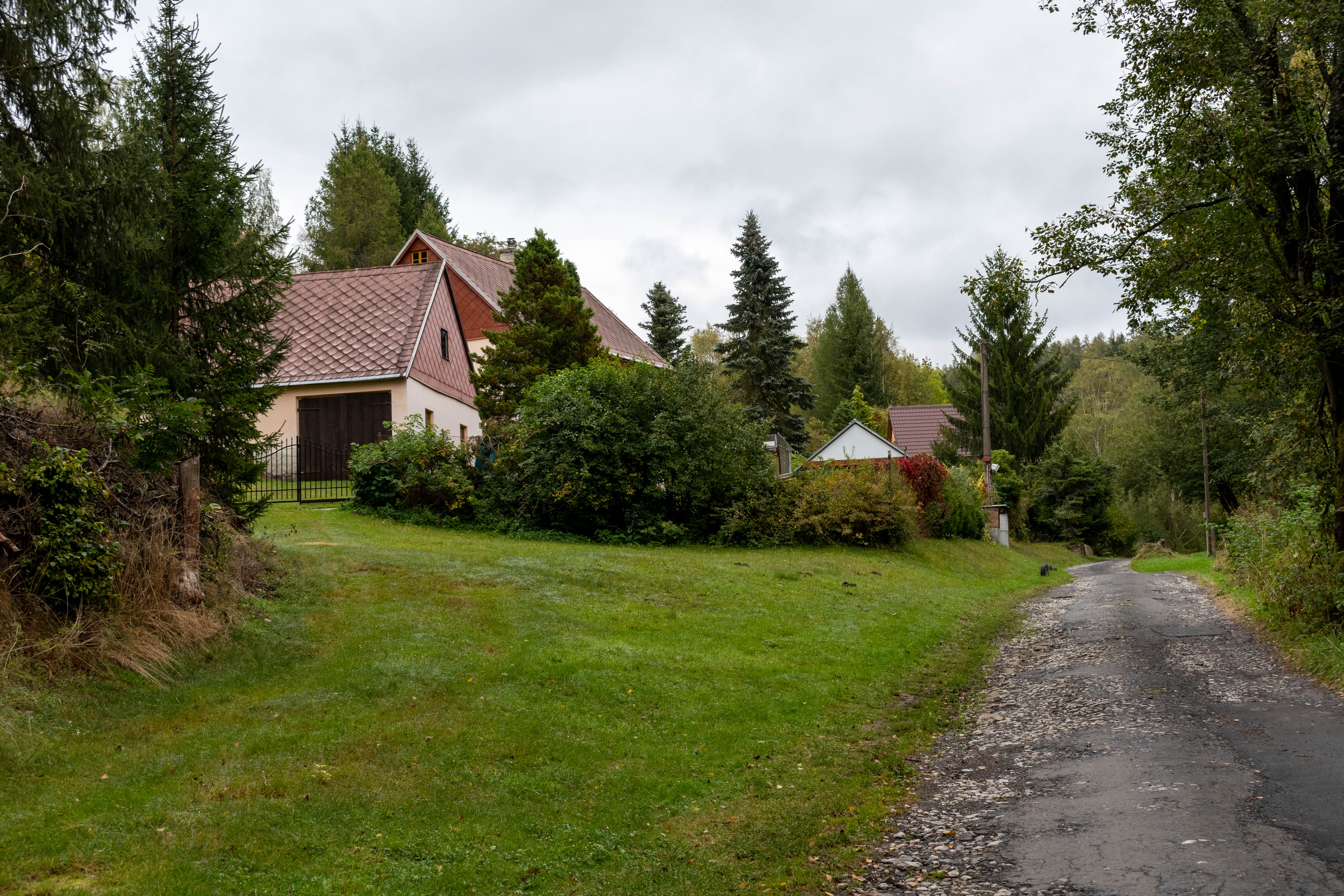
Celkový pohled na obec
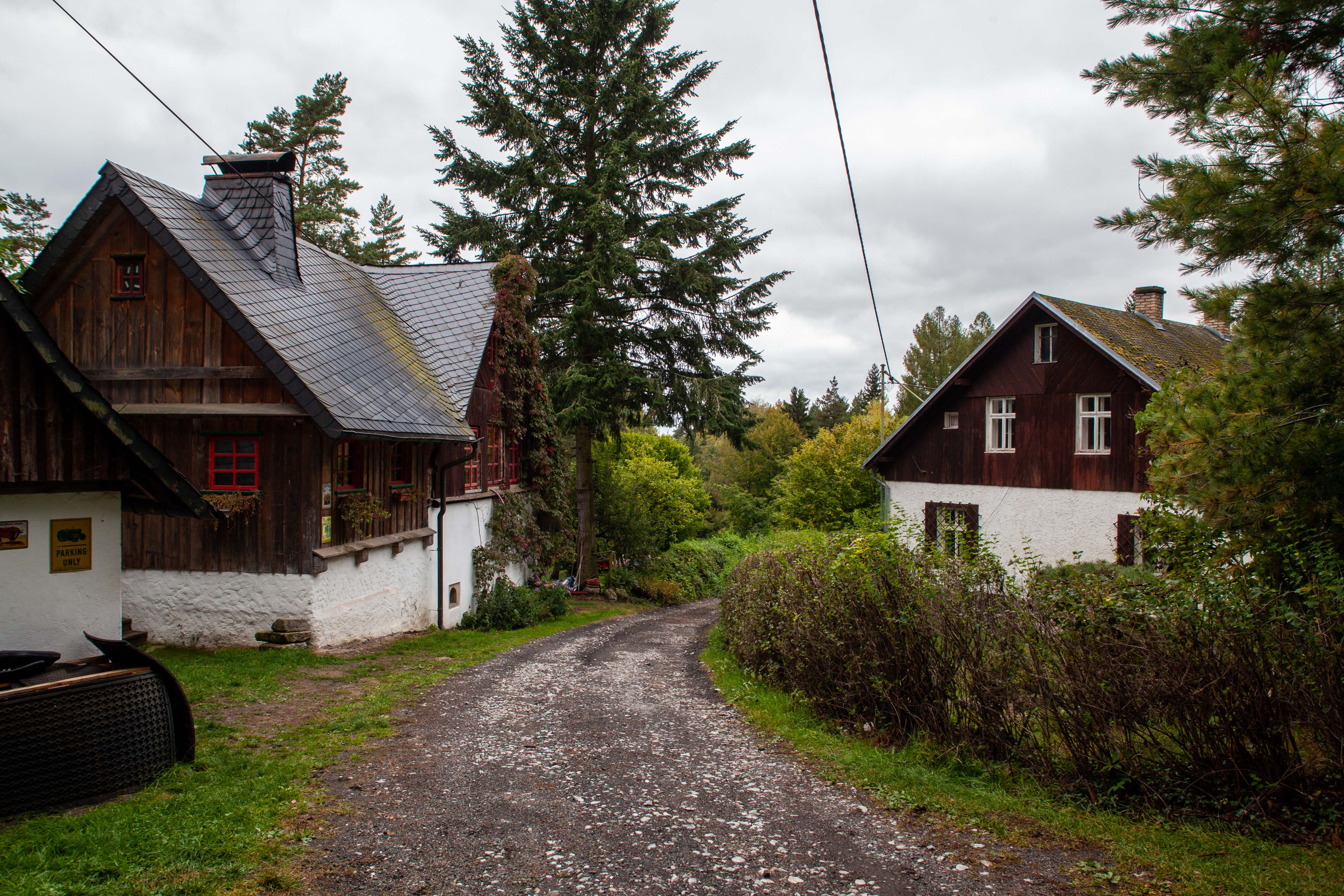
Chalupy (2020)
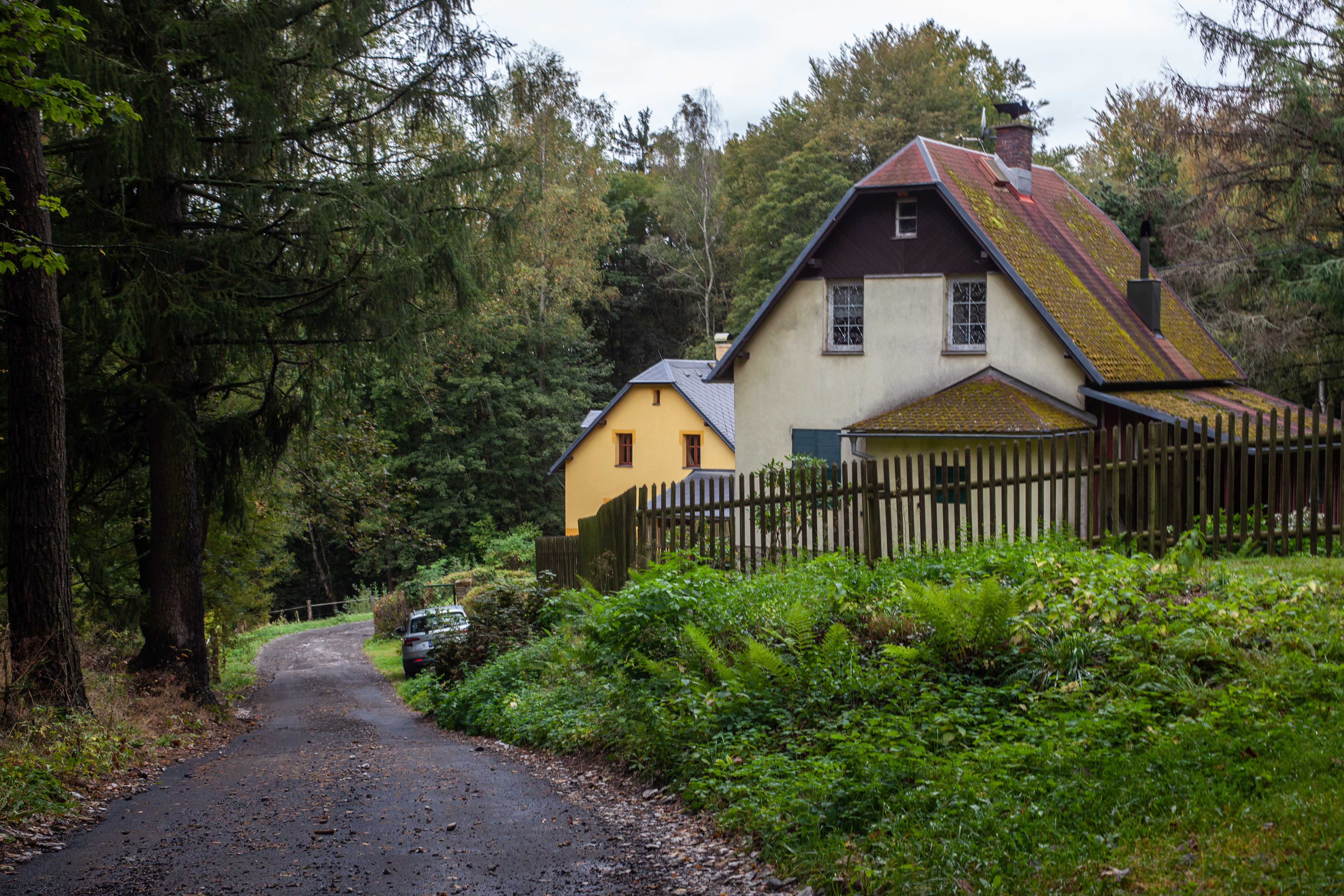
Domy (2020)
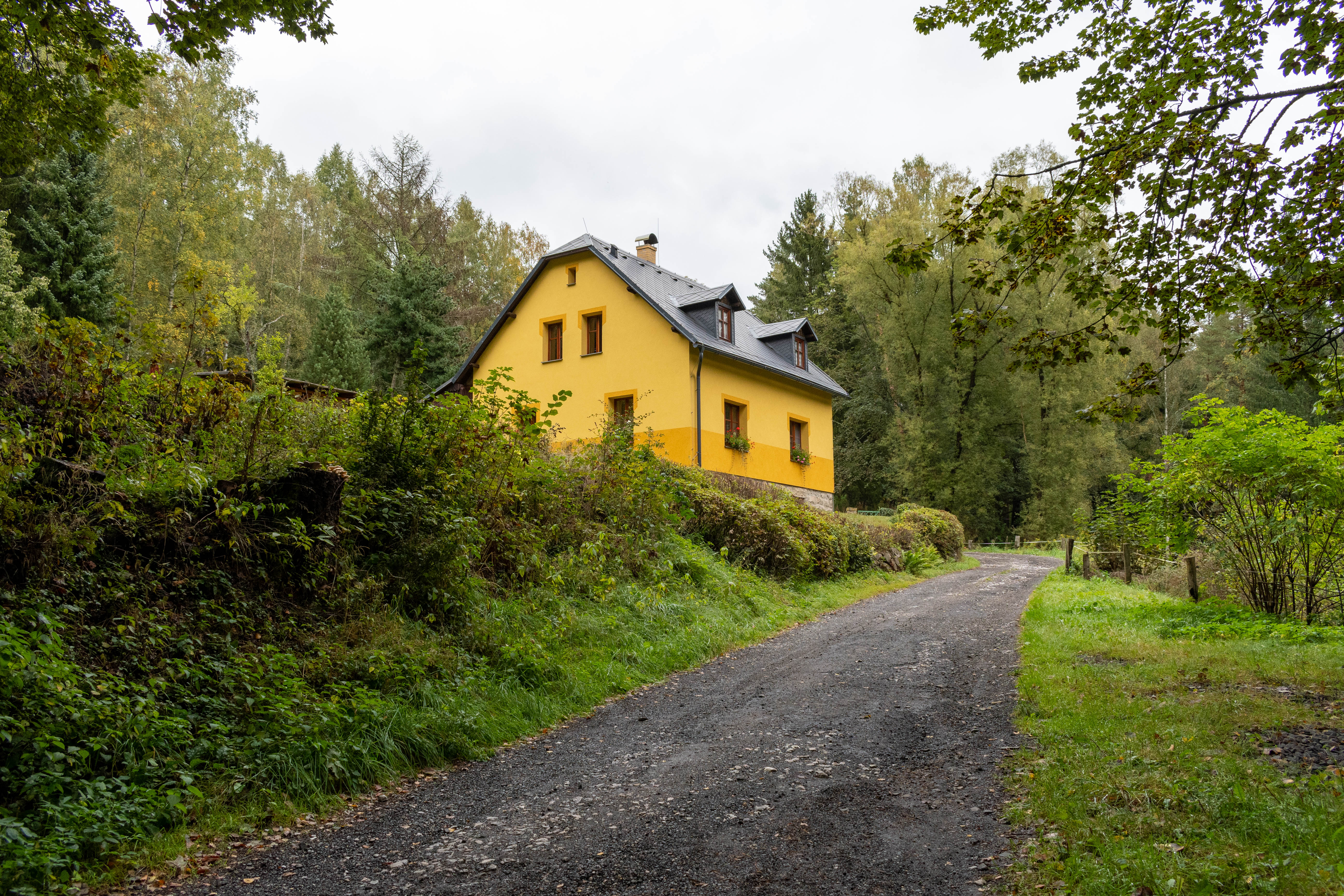
Dům (2020)